# هاتچینسون آسیا
هاتچینسون آسیا (انگلیسی: Hutchison Asia) شرکت مخابرات هنگ کنگی است، که در سال ۱۹۹۹ تأسیس شد.